# Steve Corino
Steven Eugene Corino (* 29. Mai 1973 in Winnipeg, Manitoba) ist ein kanadischer Wrestler. Bekannt wurde er jedoch unter seinem Ringnamen Steve Corino und er tritt aktuell auch darüber hinaus unter dem Namen Mr. Wrestling #3 an.
Steve Corinos Schwester Cathy Allison ist ebenfalls eine erfolgreiche Independent-Wrestlerin. Sie ist bekannt als Allison Danger. Am 9. März 2013 heiratete Corino seine langjährige Freundin.

## Karriere

### Anfänge
Corino wurde als älterer Bruder der Wrestlerin Allison Danger geboren. Bevor er mit dem Wrestling begann, schloss Corino an der Villanova University in „Business Administration“ ab und arbeitete zeitweise auch als Milchmann. Sein Wrestling-Debüt gab Corino am 6. April 1995 bei der IWA Mid-South. Bereits am 1. Juni 1995 durfte Corino bei PCW seinen ersten Titel gewinnen und ihn auf den Tag genau 3 Monate behalten.
Bereits 1996 war Corino kurzfristig von der WWF verpflichtet worden, um in der Rolle eines „verrückten Fans“ vom Wrestler Crush im Fernsehen verprügelt zu werden.

### Independent / Extreme Championship Wrestling
Corino trat im Anschluss daran in der Independent-Szene an, als er ab 1997 in Promotionen wie der WWC antrat. Er gründete im Rahmen der National Wrestling Alliance mit der NWA 2000 auch eine eigene Promotion.
1998 kehrte er zur WWF zurück, um dort einige Matches zu bestreiten. Ende 1998 tauchte Corino bei der ECW auf. Im Januar 1999 verkaufte Corino die NWA 2000 und begann nun in der ECW ein Fehden-Programm mit Taz.
In der ECW gab er sich als absoluter Gegner von Aufputschmitteln, Steroiden (Anabolika) und des in der ECW dargestellten Hardcore-Styles. Hier bezeichnete sich Corino erstmals als „King of Old-School“ und propagierte den traditionellen Wrestling-Stil. Aber in der Folgezeit entwickelte er sich zu einem der brutalsten dargestellten Hardcore-Wrestler der ECW. Als legendär gelten heute seine ECW-Matches gegen Dusty Rhodes und Terry Funk. Kurz vor dem finanziellen Ende der ECW durfte er den ECW World Heavyweight Champion-Titel erringen und diesen bis zur letzten ECW-Veranstaltung halten. Bei ECW Guilty as Charged 2001 musste Corino den Titel nach 86 Tagen an den Sandman abtreten, der diesen wiederum nach 8 Minuten wieder an Rhino verlieren musste.

### National Wrestling Alliance / Independent
Nach der Einstellung der ECW kam Steve Corino bei der Wrestling-Promotion Premier Wrestling Federation unter und trat auch in der NWA als aktiver Wrestler an und durfte dort bereits im Mai 2001 den NWA World Heavyweight Champion-Titel erringen und bis Oktober halten.
2002 versuchte Corino erfolglos, bei der WWE als Kommentator einzusteigen und war im gleichen Jahr sehr erfolgreich in Japan unterwegs. Er verpflichtete sich bei ZERO1-MAX und betreute dort die ausländischen Wrestler.
Doch bereits im Mai 2003 tauchte Corino negativ in der US-amerikanischen Presse auf, als er kurzfristig wegen Urkundenfälschung verhaftet wurde: Corino wurde vorgeworfen, Unterschriften auf Schecks seiner damaligen Freundin gefälscht und ihr Konto um einige Hundert Dollar erleichtert zu haben. Doch vor Gericht wurde er in allen Punkten freigesprochen.
Nach seiner Rückkehr aus Japan trat Corino wieder in der Independent-Szene und der NWA an. So wurde er 2003 sowohl von MLW und TNA als auch von RoH verpflichtet. Bei einem RoH-Match schlug Corinos Gegner Homicide diesem heftig auf das linke Ohr. Als Folge dessen ist Corino heute auf diesem Ohr taub.
Zwischen 2005 und 2006 war Corino in Deutschland, als er bei GSW anheuerte. Daneben trat er auch in der Promotion UXW und der AWA an.
Nach einem verlorenen Prozess gegen die WWE musste Corino seinen Spitznamen „King of Old-School“ aufgeben, da sich die WWE die Namensrechte hatte sichern lassen.
Anfang des Jahres 2007 gab Corino bekannt, dass er seine aktive Wrestling-Karriere beenden würde. So führte ihn seine Abschiedstour wieder nach Deutschland, wo er bei GSW zum zweiten Mal den World Heavyweight-Titel gewinnen durfte. Aber er hatte auch einen erneuten Auftritt bei der WWE, als er in einem Darkmatch anlässlich des 15-jährigen Bestehens der WWE-Show „RAW“ in der Jubiläumsshow gegen DH Smith antrat. Am 27. Dezember 2007 gab Corino sein letztes offizielles Match.
Von 2008 bis 2009 war Corino wieder bei der National Wrestling Alliance verpflichtet. In dieser Zeit betrieb er mit Cory Stevens zusammen die Promotion NWA 3000 Fighting Athletes. Dort trat er bereits am 4. Januar 2008 als maskierter „Mr. Wrestling #3“ auf und ließ recht bald die Maske fallen.
Aktuell tritt Corino bei WWC, ZERO1 MAX und der NWA an. Am 25. September 2010 erschien Steve Corino unter seinem bürgerlichen Namen in Marburg, Hessen. Er nahm an der Wiedereröffnung von German Stampede Wrestling teil und wurde gleich in ein Fehdenprogramm mit Steve Douglas um die GSW World Heavyweight Championship eingebunden. Diese konnte Corino am 9. Oktober 2010 in Berlin erringen, als er Douglas um diesen Titel besiegen durfte. Doch bereits am 24. Oktober musste Corino den Titel in Erfurt an den Niederländer Emil Sitoci abtreten.

## Erfolge
- 1 Pro Wrestling

- 1× 1PW World Heavyweight Champion

- Absolute Intense Wrestling

- 1× AIW Absolute Champion

- American Wrestling Association

- 2× AWA World Heavyweight Champion
- 1× AWA World Tag Team Champion (mit Ricky Landell als “The Old School Blondes”)

- East Coast Wrestling Association

- 2× ECWA Tag Team Champion (mit Lance Diamond)

- Extreme Championship Wrestling

- 1× ECW World Heavyweight Champion

- German Stampede Wrestling

- 3× GSW World Heavyweight Champion

- Independent Professional Wrestling Alliance

- 1× IPWA Light Heavyweight Champion
- 1× IPWA Tag Team Champion (mit Adam Flash)

- Independent Wrestling Federation

- 2× IWF American Champion

- Major League Wrestling

- 1× MLW World Heavyweight Champion

- Mid Eastern Wrestling Federation

- 1× MEWF Mid-Atlantic Champion
- 3× MEWF Light Heavyweight Champion

- National Wrestling Alliance

- 1× NWA World Heavyweight Champion
- 1× NWA Heartland States Heavyweight Champion
- 1× NWA North American Heavyweight Champion
- 2× NWA Intercontinental Tag Team Champion (1× mit CW Anderson, 1× mit Mike Rapada)
- 1× NWA Florida Southern Heavyweight Champion

- Organization Of Modern Extreme Grappling Arts

- 1× OMEGA Heavyweight Champion

- Pennsylvania Championship Wrestling

- 1× PCW Junior Heavyweight Champion

- Premier Wrestling Federation

- 4× PWF Universal Heavyweight Champion
- 3× Premier Tag Team Champion (1× mit Kid America, 2× mit CW Anderson)

- Ring of Honor

- 1× ROH World Tag Team Champion (mit Jimmy Jacobs)

- Tri-State Wrestling Alliance

- 1× TWA Heavyweight Champion

- Union Of Independent Professional Wrestlers

- 1× UNION Heavyweight Title Champion

- USA Xtreme Wrestling

- 2× UXW Heavyweight Champion

- World Wrestling Council

- 1× WWC Universal Champion
- 1× WWC Junior Heavyweight Champion

- ZERO1-MAX

- 4× ZERO-ONE United States Heavyweight Champion (aktueller Champion)
- 4× ZERO1-MAX Intercontinental Tag Team Champion (mit Charles Evans)